# TRITÓ Edicions
Fundada en 1994, TRITÓ Edicions es una de las principales editoriales españolas de música contemporánea. Ubicada en Barcelona, fue creada con el propósito de editar obras de compositores españoles así como también hispanoamericanos. Su principal interés ha sido siempre la edición y difusión de obras de compositores contemporáneos. No obstante su catálogo incluye a menudo obras de época barroca y clásica. Asimismo tiene una vinculación con la Orquesta de Cadaqués que le permite producir ediciones discográficas de estilos y épocas diversas y con una calidad de primera línea. Cuenta con un catálogo importante de obra orquestal. Son editores de la mayor parte de la obra de Xavier Montsalvatge. También cuenta con la obra de compositores como Jesús Rueda, David del Puerto, Hèctor Parra, David Padrós, Jesús Torres, Manuel Castillo, Agustí Charles, César Camarero, Albert Guinovart, Francisco Escudero, o Emilio Aragón entre otros.
A finales de los noventa TRITÓ Edicions inició su labor como distribuidora, bajo el nombre de TRITÓ Distribuidora, distribuyendo partituras, libros y discos de temática musical, siempre centrado en la música de autoría española e iberoamericana.